# Jadlina
Jadlina (biał. Ядліна; ros. Едлино, Jedlino) – wieś na Białorusi, w obwodzie mińskim, w rejonie berezyńskim, w sielsowiecie Bahuszewiczy. W 2009 roku liczyła 11 mieszkańców.